# منطقة بلجاوم
بلجاوم رمزها «BG» (بالإنجليزية: Belgaum)‏ ، هو تقسيم إداري لدولة الهند تتبع ولاية كارناتاكا (بالإنجليزية: Karnataka)‏ ، مركزها هو مدينة بلجاوم (بالإنجليزية: Belgaum)‏ عدد سكانها حسب تعداد سنة 2001 هو 4,207,264 ، مساحتها 13,415 كم² وكثافة السكان 314 لكل كم² .